# أسلام أباد غرغيان (لوداب)
أسلام أباد غرغیان (بالفارسية: اسلام‌آباد گرگیان) هي قرية تقع في إيران في قسم لوداب الريفي.